# Antoni Starczewski
Antoni Starczewski (ur. 3 maja 1924 w Łodzi, zm. 16 sierpnia 2000) – polski artysta oraz nauczyciel akademicki związany ze sztuką awangardową. Jeden z przedstawicieli grupy łódzkich awangardzistów należących do tzw. "kręgu Strzemińskiego" (m.in. obok Lecha Kunki, Stanisława Fijałkowskiego i Stefana Krygiera), czyli osób skupionych wokół myśli malarza i wykładowcy Władysława Strzemińskiego.   

## Życiorys
Pochodził z rodziny nauczycielskiej, ojciec - Franciszek, matka - Alina, była od 1927 nauczycielką szkoły dla dzieci głuchych w Łodzi. W 1945, uczęszczając jeszcze do klasy maturalnej w liceum, zapisał się na studia w Państwowej Wyższej Szkole Sztuk Plastycznych w Łodzi. Jednym z wykładowców był wówczas Władysław Strzemiński, który miał duży wpływ na późniejszą twórczość Antoniego Starczewskiego. 
Studia ukończył w 1951 i następnie pracował jako projektant przemysłowy w Łodzi oraz Włocławku. Jako nauczyciel akademicki rozpoczął pracę w 1955 na macierzystej uczelni, gdzie w 1982 uzyskał tytuł profesora. Prowadził równocześnie, w latach 1956-1994, pracownię tkaniny i gobelinu, a od 1982 był kierownikiem Katedry Tkaniny na Wydziale Wzornictwa Przemysłowego.
Przez większość życia mieszkał w Łodzi w kamienicy przy ul. Rzgowskiej 52. Tutaj również tworzył swoje dzieła. W momencie, kiedy państwo oferowało darmowe pracownie dla artystów, Starczewski nie skorzystał z oferty i dalej pracował w swoim mieszkaniu.

## Twórczość
Ogół twórczości artystycznej Antoniego Starczewskiego nie jest wiązany tylko z jednym nurtem sztuki. W zależności od okresu, dzieła artysty można wiązać z takimi nurtami jak sztuka obiektu czy strukturalizm. Artysta uważany jest za kontynuatora myśli Władysława Strzemińskiego, w tym znaczeniu, że motywy jego dzieł zdają się być pozbawione skojarzeń literackich, co zbliża je do unistycznych obrazów Strzemińskiego. 

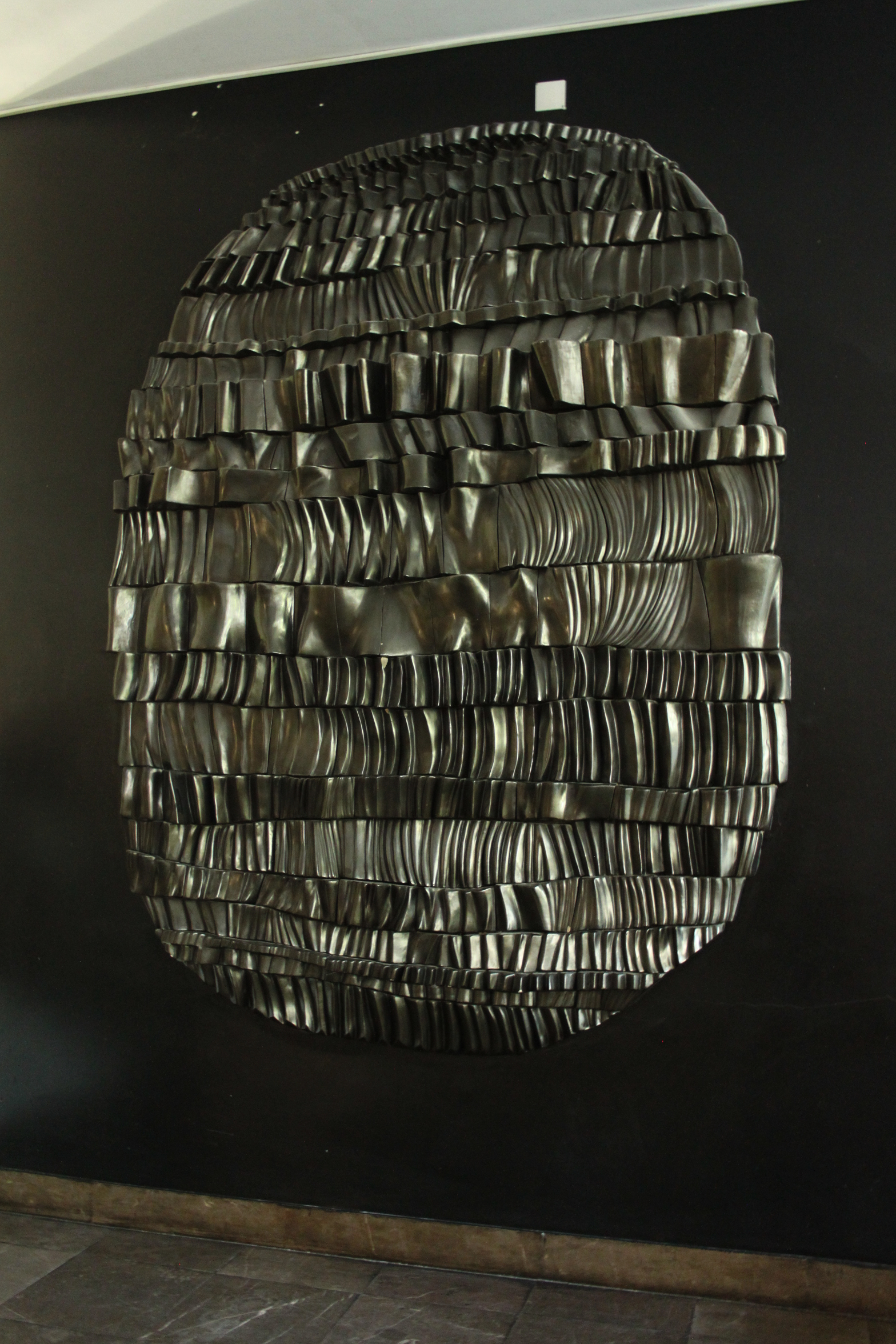
Rzeźba Antoniego Starczewskiego "Biblioteka" w holu starego budynku Biblioteki Uniwersytetu Łódzkiego (wrzesień 2018)

Starczewski początkowo próbował swoich sił w malarstwie, co jednak porzucił w połowie lat 50., aby skupić się wówczas na ceramice. Efektem tego były m.in. płaskorzeźby (Ogród z lawy, Dno morza, Stań się czy Otchłań), talerze czy wazony. W 1960 zrealizował pierwszą monumentalną płaskorzeźbę, na zamówienie biblioteki uniwersyteckiej w Łodzi. Płaskorzeźba początkowo nosiła nazwę Biblioteka, ponieważ jej karbowane pasma ceramiki miały kojarzyć się z książkami na regale. Jednak jakiś czas po realizacji artysta nadał jej nazwę Układ na dwie ręce. Jest to owalna forma złożona z ok. 160 niepowtarzalnych elementów, ujętych w pasowy, horyzontalny układ, który powstał, co podkreślał sam artysta, dzięki gestom przypominającym ruch rąk dyrygenta. Starczewski często wskazywał na związek swojej twórczości z muzyką (przede wszystkim z rytmem). Podobieństwa między kształtem i dźwiękiem oparte zostało na towarzyszących im układach rytmicznych oraz możliwościach zapisu. Tak jak kompozytor, układając konkretne nuty w utwór, tak Starczewski z pewnych elementów, "skomponował" swoją płaskorzeźbę. Innymi monumentalnymi rzeźbami jakie artysta pozostawił w Łodzi są dwie ściany ceramiczne do foyer teatru im. Stefana Jaracza w Łodzi, kolista płaskorzeźba w Izbie Rzemieślniczej w Lodzi czy ściana wykonana dla kąpieliska Fala. Kilka podobnych prac powstało również w innych polskich miasta, np. rzeźba plenerowa w Elblągu (w czasie I Biennale Form Przestrzennych w 1965 roku) na osiedlu Zawada. 
Zainteresowanie zapisem, znakami sprawiło umieszczenie przez artystę w swojej twórczości idei alfabetu, a więc pewnego rodzaju znaków, które można grupować, nadawać im rytm oraz znaczenie. Bardziej niż treść przekazywana przez konkretne znaki, interesował go ich rytm, zmienność czy prawdopodobieństwo wystąpienia jednakowych form. Artysta zwracał tutaj uwagę na kwestię subtelnych różnic, jakie zachodziły między znakami, które balansowały na granicy jednolitości i złożoności, reguły i przypadku. Artysta posługiwał się różnymi rodzajami pisma, odręcznym, maszynowym czy alfabetem Braille'a (które dały efekt w powstaniu tzw. gufraży). Przypadek miał się tutaj wiązać ze zmianami psychicznymi, którym podlega człowiek, zmęczeniem autora, na różnym nacisku ręki lub też był wynikiem obserwacji przyrody, jak miało to miejsce w przypadku grafik z liśćmi (Starczewski prowadził zielnik, za pomocą którego badał, zauważalne dopiero po dłuższym czasie, subtelne różnice między liśćmi). Myśl, jaką kierował się artysta w tym przypadku, jest również dobrze widoczna na przykładzie jego grafik, gdzie pojawia się pisana litera a lub tych, w których litery, plusy czy pojedyncze wyrazy uzupełnione są skreśleniami, podkreśleniami, zakreśleniami. Jednolitość i reguła polegała na wyborze tego samego rodzaju znaku (np. litery a, liści dębu), jednak stanowiły one pozorną identyczność, ponieważ pomiędzy poszczególnymi elementami występowały zakłócenia rytmu, możliwe do odnalezienia jedynie dzięki zdolności umysłu człowieka do porządkowania, segregowania, nazywania.

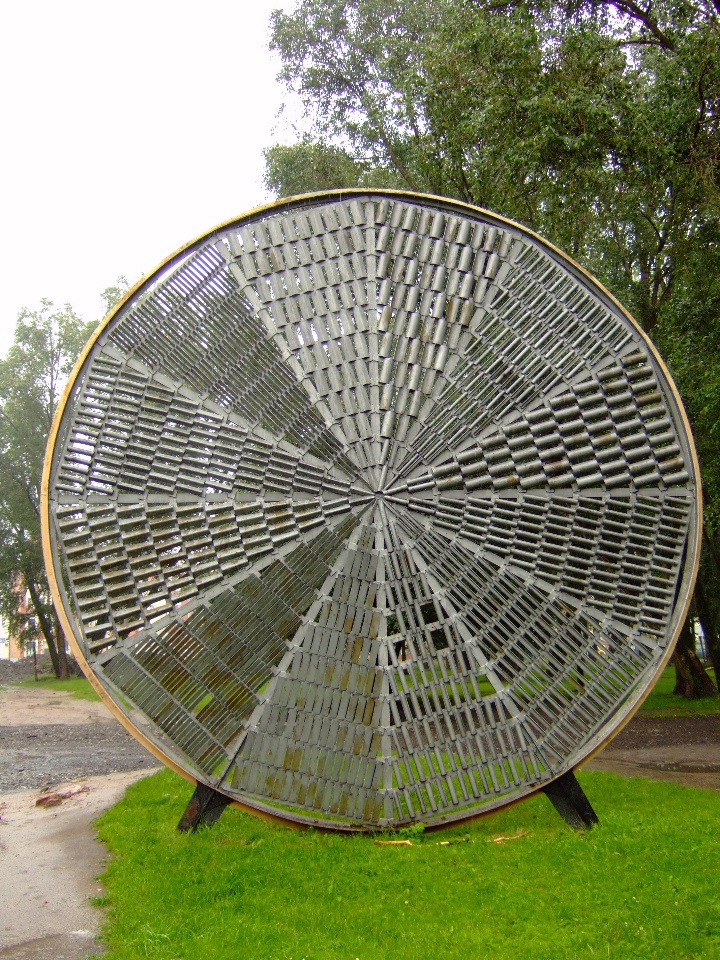
Rzeźba w Elblągu

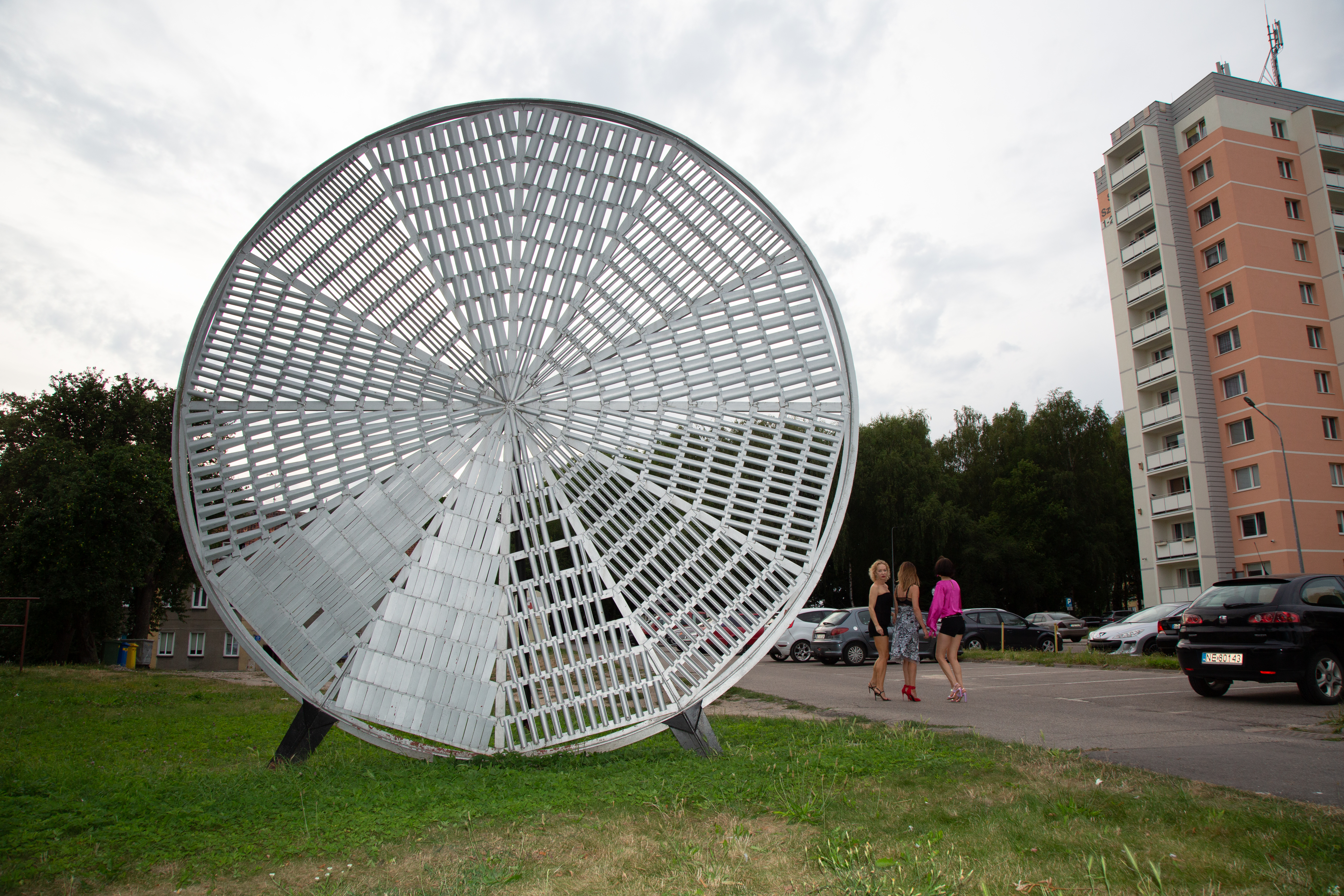
Rzeźba w Elblągu

 W 1963 artysta stworzył swój pierwszy alfabet złożony ze znaków rzeźbiarskich (później ideę alfabetu przeniósł na inne dziedziny). Na alfabet składało się ok. 30 znaków, które można było dowolnie składać. Literą stała się cegła, klocek, kostka, ażurowa płytka, odlane w tworzywie ziemniaki, jabłka, cebula, marchwie, ogórki, bułka, "przecinki" odciśnięte na czarnym tle, liście. Alfabetem w tkaninach, które powstawały na przełomie lat 60. i 70., były czarno-białe punkty, tworzące splot lub białe "kreski" na czarnym tle. Wszystko opierało się w nich na kontraście czerni i bieli. W ówczesnej Polsce dominowały tkaniny przestrzenne, co bardzo wyróżniało prace Starczewskiego. Ich charakterystycznymi cechami były płaskość i prostota.
Istotne znaczenie w twórczości Starczewskiego miała również koncepcja stołów, która pojawiła się na początku lat 70. Polegała na stawianiu odlanych w tworzywie sztucznym owoców i warzyw, pokrytych białą, czerwoną lub niebieską lśniącą glazurą na dwumetrowej długości stołach pokrytych białymi obrusami. Obiekty były układane w linearnych rytmach. Wszystko to miało wywoływać efekt kontrastu między tym co naturalne (pożywieniem), a tym, co sztuczne (tworzywem), ale także między tym co schematyczne, ujęte w pewną konwencję (czasem odlewy zostały zastąpione prawdziwym jedzeniem: bułkami i chlebem). Była to kolejna próba podjęcia przez artystę tematu usystematyzowania, wprowadzania porządku, opanowania masy, w której żaden element, choć tego samego gatunku, nie powtarzał się. Pojawiła się też refleksja nad zdolnością człowieka do uchwycenia pewnych powtarzalnych wariantów wśród pozornie jednolitej masy.
W tym samym czasie, artysta rozpoczął poszukiwania inspiracji w muzyce. Pomimo braku wykształcenia muzycznego, zaczął nagrywać dźwięki celowo rozstrojonych skrzypiec. W ten sposób stworzył pierwsze Letresony (litero-dźwięki), czyli efekty próby przeniesienia układów rzeźbiarskich i graficznych na dźwięk. Swoje nagrania, montowane w studio dźwiękowym łódzkiej Szkoły Filmowej, wykorzystał jako tło dźwiękowe wystawy, która miała miejsce w Paryżu w Galerii "2C 2A" w 1972 czy rok później w Zachęcie. W latach 80. zaczął tworzyć "Recytatywy", który stanowiły zestawy tkanin i nagrań stereofonicznych fragmentów linearnych układów samogłoskowych, które mogły być odbierane zarówno wzrokowo, jak i słuchowo.

### Nagrody
Artysta był wielokrotnie nagradzany za swoje prace na międzynarodowych wystawach i festiwalach. Dużą część wyróżnień oraz nagród pochodziła z Europy, ale również z innych kontynentów (np. Grand Prix na VIII Międzynarodowym Biennale Grafiki w Tokio w 1979). Do nagród otrzymanych przez artystę należą m.in.: złoty medal na III Międzynarodowym Biennale Grafiki we Florencji, złoty medal w Faenzy, złoty medal "Targa d`Oro" na międzynarodowym konkursie ceramicznym w Perugii, srebrny medal na Międzynarodowej Wystawie Ceramiki Artystycznej w Pradze czy drugą nagrodę na 6. Międzynarodowym Biennale Grafiki w Krakowie.